# Glina (Kroatien)
Glina ist eine Stadt in der Gespanschaft Sisak-Moslavina in Kroatien.

## Lage
Die Stadt liegt zum größten Teil am rechten Ufer des gleichnamigen Flusses. Glina befindet sich 80 Kilometer südlich der Hauptstadt Zagreb.

## Bevölkerung
Die Einwohnerzahl betrug 2011 für das gesamte Stadtgebiet mit den Eingemeindungen 9283. In der Stadt Glina selber wohnen 4.680 Menschen.
Bei der Volkszählung von 2011 bezeichneten sich 69,68 % der Einwohner als Kroaten und 27,46 % als Serben.

## Geschichte
1941 verübte hier die kroatisch-faschistische Ustascha während des Völkermords an den Serben im Unabhängigen Staat Kroatien das Massaker von Glina.

## Söhne und Töchter der Stadt
- Stjepan Ratković (1878–1968), kroatischer Pädagoge und Gesandter im Dritten Reich
- Milutin Baltić (1920–2013), jugoslawischer Politiker
- Srđan Hofman (1944–2021), jugoslawischer/serbischer Komponist, Hochschullehrer und Professor an der Universität der Künste Belgrad